# David di Donatello 1991
La cerimonia di premiazione della 36ª edizione dei David di Donatello si è svolta il 2 giugno 1991 presso il Teatro 5 di Cinecittà, a Roma.
La cerimonia è stata condotta da Paolo Villaggio e Simona Marchini e trasmessa in diretta in prima serata su Rai 1.

## Vincitori
Miglior film
- Mediterraneo, regia di Gabriele Salvatores (ex aequo)
- Verso sera, regia di Francesca Archibugi (ex aequo)
- La stazione, regia di Sergio Rubini
- La casa del sorriso, regia di Marco Ferreri
- Il portaborse, regia di Daniele Luchetti

Miglior regista
- Marco Risi - Ragazzi fuori (ex aequo)
- Ricky Tognazzi - Ultrà (ex aequo)
- Gabriele Salvatores - Mediterraneo
- Daniele Luchetti - Il portaborse
- Francesca Archibugi - Verso sera

Miglior regista esordiente
- Alessandro D'Alatri - Americano rosso (ex aequo)
- Sergio Rubini - La stazione (ex aequo)
- Antonio Monda - Dicembre
- Christian De Sica - Faccione
- Michele Placido - Pummarò

Migliore sceneggiatura
- Sandro Petraglia, Stefano Rulli e Daniele Luchetti - Il portaborse (ex aequo)
- Maurizio Nichetti e Guido Manuli - Volere volare (ex aequo)
- Liliane Betti, Marco Ferreri e Antonino Marino - La casa del sorriso
- Enzo Monteleone - Mediterraneo
- Filippo Ascione, Umberto Marino e Sergio Rubini - La stazione

Migliore produttore
- Claudio Bonivento - Ragazzi fuori (ex aequo)
- Claudio Bonivento - Ultrà (ex aequo)
- Mario Cecchi Gori, Vittorio Cecchi Gori e Gianni Minervini - Mediterraneo
- Nanni Moretti e Angelo Barbagallo - Il portaborse
- Domenico Procacci - La stazione

Migliore attrice protagonista
- Margherita Buy - La stazione
- Nancy Brilli - Italia-Germania 4-3
- Margherita Buy - La settimana della Sfinge
- Angela Finocchiaro - Volere volare
- Ingrid Thulin - La casa del sorriso

Migliore attore protagonista
- Nanni Moretti - Il portaborse
- Diego Abatantuono - Mediterraneo
- Claudio Amendola - Ultrà
- Silvio Orlando - Il portaborse
- Sergio Rubini - La stazione

Migliore attrice non protagonista
- Zoe Incrocci - Verso sera
- Vana Barba - Mediterraneo
- Anne Roussel - Il portaborse
- Mariella Valentini - Volere volare
- Alida Valli - La bocca
- Milena Vukotic - Fantozzi alla riscossa

Migliore attore non protagonista
- Ciccio Ingrassia - Condominio
- Enzo Cannavale - La casa del sorriso
- Sergio Castellitto - Stasera a casa di Alice
- Giuseppe Cederna - Mediterraneo
- Ricky Memphis - Ultrà

Migliore direttore della fotografia
- Luciano Tovoli - Il viaggio di Capitan Fracassa
- Italo Petriccione - Mediterraneo
- Alessio Gelsini - Ultrà
- Giuseppe Lanci - Il sole anche di notte
- Giuseppe Lanci - La condanna

Migliore musicista
- Ennio Morricone - Stanno tutti bene
- Armando Trovajoli - Il viaggio di Capitan Fracassa
- Giancarlo Bigazzi e Marco Falagiani - Mediterraneo
- Antonello Venditti - Ultrà
- Riz Ortolani - Nel giardino delle rose

Migliore scenografo
- Paolo Biagetti e Luciano Ricceri - Il viaggio di Capitan Fracassa
- Lucia Mirisola - In nome del popolo sovrano
- Andrea Crisanti - Stanno tutti bene
- Paola Comencini - I divertimenti della vita privata
- Gianni Sbarra - Il sole anche di notte

Migliore costumista
- Lucia Mirisola - In nome del popolo sovrano
- Odette Nicoletti - Il viaggio di Capitan Fracassa
- Francesco Panni - Mediterraneo
- Antonella Berardi - I divertimenti della vita privata
- Lina Nerli Taviani - Il sole anche di notte

Migliore montatore
- Nino Baragli - Mediterraneo
- Mirco Garrone - Il portaborse
- Angelo Nicolini - La stazione
- Franco Fraticelli - Ragazzi fuori
- Carla Simoncelli - Ultrà

Migliore fonico di presa diretta
- Tiziano Crotti - Mediterraneo (ex aequo)
- Remo Ugolinelli - Ultrà (ex aequo)
- Franco Borni - Il portaborse
- Franco Borni - La stazione
- Tommaso Quattini - Ragazzi fuori

Miglior film straniero
- Cyrano de Bergerac (Cyrano de Bergerac), regia di Jean-Paul Rappeneau (ex aequo)
- Amleto (Hamlet), regia di Franco Zeffirelli (ex aequo)
- Quei bravi ragazzi (Goodfellas), regia di Martin Scorsese
- Balla coi lupi (Dances with Wolves), regia di Kevin Costner
- Nikita, regia di Luc Besson

Miglior attrice straniera
- Anne Parillaud - Nikita
- Glenn Close - Amleto (Hamlet)
- Julia Roberts - Pretty Woman
- Mia Farrow - Alice
- Joanne Woodward - Mr. & Mrs. Bridge

Miglior attore straniero
- Jeremy Irons - Il mistero Von Bulow (Reversal of Fortune)
- Dirk Bogarde - Daddy Nostalgie
- Gérard Depardieu - Cyrano di Bergerac
- Kevin Costner - Balla coi lupi (Dances with Wolves)
- Robert De Niro - Quei bravi ragazzi (Goodfellas)

David Luchino Visconti
- Marcel Carné

Premio Alitalia
- Enrico Montesano

David speciale
- Vittorio Gassman

David di Donatello alla carriera
- Mario Cecchi Gori
- Mario Nascimbene
- Alida Valli